# Channichthyidae
I Channichthyidae, chiamati comunemente pesci ghiaccio (dall'inglese icefish) o pesci ghiaccio coccodrillo (dall'inglese crocodile icefish), sono una famiglia di pesci marini appartenenti all'ordine Perciformes. 

## Distribuzione e habitat
Sono tra i pochi pesci che vivono nelle acque dell'Antartide. Hanno perso la vescica natatoria e sono prevalentemente bentici. Si riproducono sul fondale marino.

## Descrizione
Presentano un corpo allungato che si affina verso la coda. La testa è grossa con muso appuntito e occhi molto grandi. Le pinne pettorali sono ben sviluppate, le ventrali sono lunghe e rigide (spesso utilizzate come sostegno per appoggiarsi al fondo) la pinna anale è sottile e poco visibile, la coda ampia e muscolosa. Sul dorso presentano due pinne dorsali, la prima con forti raggi sviluppati. I cannictidi mancano di vescica natatoria. I pesci ghiaccio sono insoliti sotto diversi aspetti, mancando di scaglie e avendo ossa trasparenti, ma ciò che più il contraddistingue tra i vertebrati è il loro "sangue bianco" privo di emoglobina.

## Biologia
Le acque fredde come quelle dell'Antartide rendono il sangue viscoso. I pesci dell'Antartide (i Notothenioidei), devono quindi diminuire il numero di eritrociti nel sangue. Hanno un ematocrito tra 16-18%. Ma la famiglia dei pesci ghiaccio (Channichthyidae) hanno portato questo valore a zero. Così riescono a sopravvivere nelle acque antartiche, la cui temperatura oscilla tra -1 e -2°C, poiché il loro sangue presenta una ridotta viscosità. Per ridurre la viscosità del sangue i cannictidi si sono evoluti eliminando sia i globuli rossi che l'emoglobina, approfittando del fatto che in acqua a bassa temperatura l'ossigeno è molto più solubile e tende ad essere assorbito dal sangue branchiale con più facilità. Inoltre, questi pesci attuano una respirazione cutanea: presentano una fitta rete di capillari vicino alla cute, sprovvista di scaglie, dove può quindi avvenire un ulteriore scambio di gas con l'ambiente. Anche il cuore è molto più grande.
Nel genoma di una specie di pesce ghiaccio (Chaenocephalus aceratus) sono stati riscontrati adattamenti evolutivi fondamentali per la loro sopravvivenza. Alcuni erano comuni ai pesci a sangue rosso che vivono nelle acque antartiche, come la presenza di geni supplementari coinvolti nella protezione da danni causati dal congelamento, come glicoproteine antigelo e proteine della zona pellucida. Altri erano più strettamente legati alla mancanza di globuli rossi, come geni che codificano enzimi attivi nel controllo dello stato ossidoriduttivo cellulare, tra i quali membri delle famiglie genetiche sod3 e nqo1 che proteggono i tessuti dall'ossigeno libero altamente reattivo presente nel sangue. 
I microtubuli sono proteine che mantengono la forma della cellula e che sono quindi fondamentali per il mantenimento del citoscheletro. Per questo motivo sono molto conservati in tutti gli eucarioti. Diventano instabili però a temperature sotto i 10°C. Nei pesci ghiaccio, i geni per i microtubuli sono mutati per potere resistere alle basse temperature. Anche i geni che regolano il ritmo circadiano sono mutati, probabilmente per via degli inverni bui e lunghi e per la vita sotto il ghiaccio che ha diminuito la pressione sulla conservazione di questi geni.

## Riproduzione
La fecondazione è esterna, le uova (giallo-arancioni, di 2–3 mm di diametro) vengono fecondate al momento della deposizione. All'inizio del 2022 è stata scoperta una gigantesca colonia che si estende sul fondale della parte meridionale del Mare di Weddell per circa 240 chilometri quadrati. Si è stimata la presenza di circa 60 milioni di nidi di pesci ghiaccio ad una profondità tra i 420 e i 535 metri, in una zona con acque di circa 2°C più calde rispetto alle aree circostanti

## Alimentazione
I cannictidi si nutrono di krill, copepodi e piccoli pesci.

## Specie

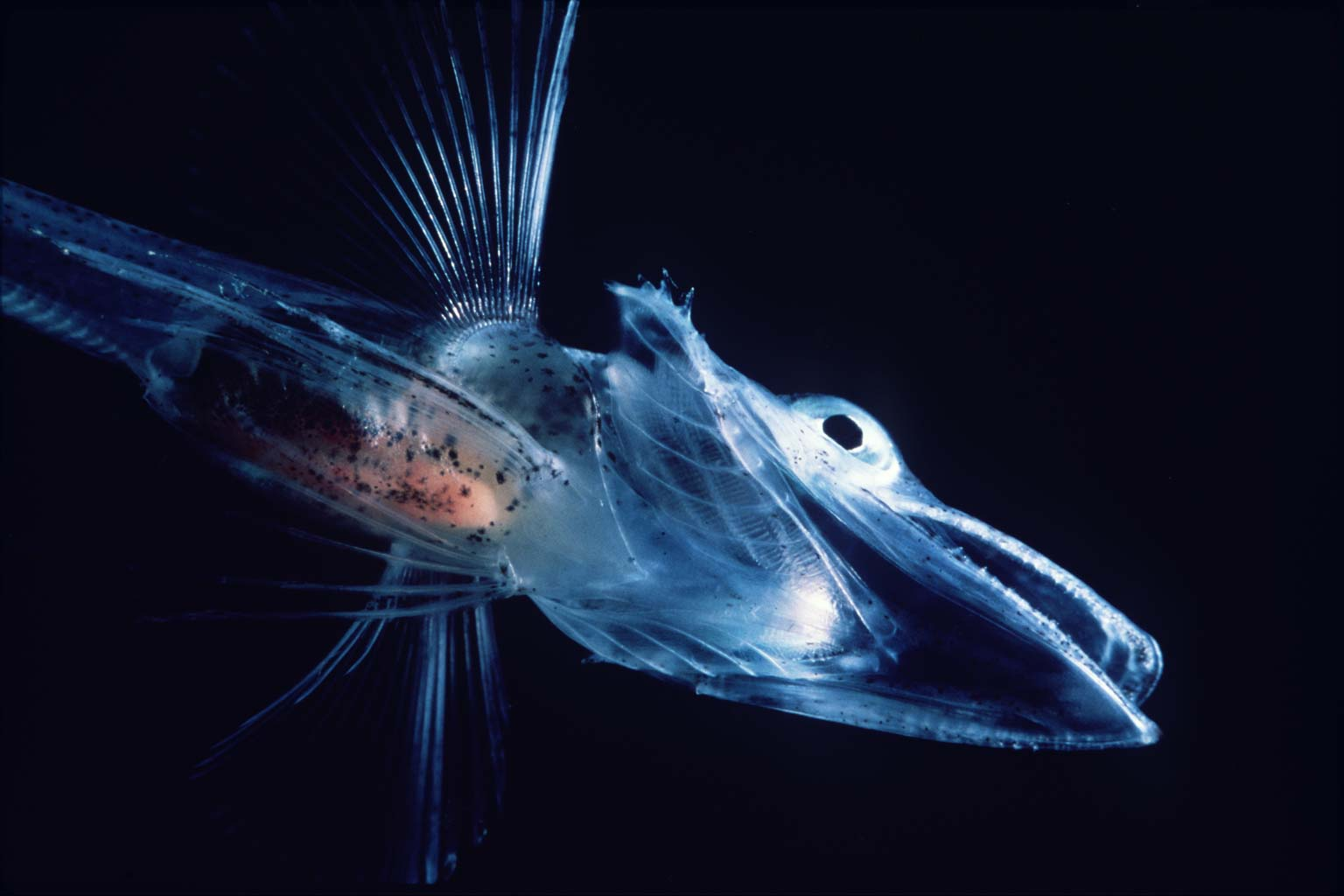
Un avannotto di Cannictide

- Genere Chaenocephalus
  - Chaenocephalus aceratus
- Genere Chaenodraco
  - Chaenodraco wilsoni
- Genere Champsocephalus 
  - Champsocephalus esox
  - Champsocephalus gunnari
- Genere Channichthys
  - Channichthys aelitae
  - Channichthys bospori
  - Channichthys irinae
  - Channichthys normani
  - Channichthys panticapaei Un avannotto di Cannictide
  - Channichthys rhinoceratus
  - Channichthys rugosus
  - Channichthys velifer
- Genere Chionobathyscus
  - Chionobathyscus dewitti
- Genere Chionodraco
  - Chionodraco hamatus
  - Chionodraco myersi
  - Chionodraco rastrospinosus
- Genere Cryodraco
  - Cryodraco antarcticus
  - Cryodraco atkinsoni
  - Cryodraco pappenheimi
- Genere Dacodraco
  - Dacodraco hunteri
- Genere Neopagetopsis
  - Neopagetopsis ionah
- Genere Pagetopsis
  - Pagetopsis macropterus
  - Pagetopsis maculata
- Genere Pseudochaenichthys
  - Pseudochaenichthys georgianus[6]